# Drogi powiatowe w powiecie śremskim
Drogi powiatowe w powiecie śremskim – sieć dróg powiatowych w powiecie śremskim.

## Wykaz dróg powiatowych
| Numer drogi | Przebieg drogi |
| ----------- | --- |
| 4060        | Pecna (granica powiatu śremskiego) – Grzybno (4063) – Żabno (2463) (2466) (4061) |
| 4061        | Żabno (2463) (2466) (4060) – Brodniczka – Esterpole – Ludwikowo (4062) |
| 4062        | Iłówiec (2465) – Sucharzewo – Ogieniowo – (4063) – Brodnica (2463) (4065) – Przylepki (4064) – Ludwikowo (4061) – Jaszkowo – Góra – Psarskie                                             |
| 4063        | Grzybno (4060) – Rogaczewo – Szołdry |
| 4064        | Przylepki (4062) – Górka – Boreczek – Manieczki |
| 4065        | Brodnica (2463) (4062) – Piotrowo – Chaławy |
| 4066        | Krzyżanowo (4069) – Gaj (3897) |
| 4067        | Kopyta – (granica powiatu śremskiego) |
| 4068        | Dalewo – Mórka (4071) – Mełpin (4073) |
| 4069        | Pucołowo – Krzyżanowo (4066) – Błociszewo (3897) – Barbarki – Wyrzeka - Marszewo – Kadzewo (4070) (4071) (4073)                                                                          |
| 4070        | Kadzewo (4069) (4071) (4073) – Bodzyniewo – Międzychód (4075) – Drzonek – Wieszczyczyn – Dobczyn (4077) (4078) – Jarosławki – Konarskie                                                  |
| 4071        | Kadzewo (4069) (4070) (4073) – Mórka (4068) |
| 4072        | – Mechlin – Dąbrowa (2480) |
| 4073        | Nochowo – Nochówko (4075) – Kadzewo (4069) (4070) (4071) – Mełpin (4068) – Lubiatowo – Lubiatówko – Dolsk (Kościańska – Kościelna – pl. Wyzwolenia – Pocztowa)                           |
| 4074        | – Sosnowiec – Łęg – Bystrzek – Olsza – Chrząstowo (4077) |
| 4075        | Nochówko (4073) – Pełczyn – Gawrony – Międzychód (4070) |
| 4076        | Sroczewo (4077) – Zaborowo (4079) – (4081) – Gogolewo (4083) – Gogolewko – Świączyń – (granica powiatu śremskiego)                                                                       |
| 4077        | Sroczewo (4076) – Łężek – Chrząstowo (4074) – Dobczyn (4070) (4078) |
| 4078        | – Masłowo – Nowieczek (4085) – Rusocin – Dobczyn (4070) (4077) |
| 4079        | Zaborowo (4076) – Kiełczynek – Książ Wielkopolski (Wiosny Ludów – Kościuszki – Wichury)                                                                                                  |
| 4080        | Dolsk (ul. Widokowa) – Mały Trąbinek – Trąbinek – Kadzyń (4085) – Ostrowieczno (4082) (4085) – Błażejewo – Włościejewice (4089) – Włościejewki – Brzóstownia (4087) – Książ Wielkopolski |
| 4081        | Zakrzewo – Książ Wielkopolski (Zakrzewska – Dąbrowskiego – pl. Kosynierów) |
| 4082        | Dolsk – Ostrowieczko – Ostrowieczno (4080) (4085) – Lipówka (4091) – Podlesie – Ługi (4089) – Mchy (4084) (4086) (4087)                                                                  |
| 4083        | Gogolewo (4076) – Zakrzewice – Książ Wielkopolski (ul. Gogolewska) |
| 4084        | Mchy (4082) (4086) (4087) – Sebastianowo – Charłub |
| 4085        | Nowieczek (4078) – Kadzyń (4080) – Ostrowieczno (4080) (4082) – Pokrzywnica – Księginki                                                                                                  |
| 4086        | Mchy (4082) (4084) (4087) – Kołacin – Chwałkowo Kościelne – (granica powiatu śremskiego)                                                                                                 |
| 4087        | Brzóstownia (4080) – Mchy (4082) (4084) (4086) – (granica powiatu śremskiego) |
| 4089        | Włościejewice (4080) – Ługi (4082) |
| 4091        | Lipówka (4082) – Brześnica – (granica powiatu śremskiego) |
| 4093        | – Mszczyczyn – (granica powiatu śremskiego) |

### Ulice powiatowe w Śremie
Lista ulic powiatowych w Śremie:
| Numer drogi | Nazwa ulicy       |
| ----------- | ----------------- |
| 4151        | ul. Chłapowskiego |
| 4152        | ul. 1 Maja        |
| 4153        | ul. Zamenhofa     |
| 4154        | ul. Komorowskiego |
| 4155        | ul. Okulickiego   |
| 4156        | ul. Roweckiego    |
| 4158        | ul. Mickiewicza   |
| 3897        | ul. Chełmońskiego |
| 4159        | ul. Poznańska     |

### Ulice powiatowe w Dolsku
Lista ulic powiatowych w Dolsku:
| Numer drogi | Nazwa ulicy                 |
| ----------- | --------------------------- |
| 4080        | ul. Widokowa                |
| 4073        | plac Wyzwolenia             |
| 4073        | ul. Kościelna               |
| 4073        | ul. Kościańska              |
| 4073        | ul. Pocztowa                |
| 3922        | ul. Gostyńskie Przedmieście |
| 3922        | ul. Podrzekta               |

### Ulice powiatowe w Książu Wielkopolskim
Lista ulic powiatowych w Książu Wielkopolskim:
| Numer drogi | Nazwa ulicy         |
| ----------- | ------------------- |
| 4079        | ul. Wichury         |
| 4079        | ul. Kościuszki      |
| 4079        | ul. Wiosny Ludów    |
| 4081        | ul. Dąbrowskiego    |
| 4081        | ul. Zakrzewska      |
| 4081        | ul. Plac Kosynierów |
| 4083        | Gogolewska          |